# Ram Bergman
Ram Bergman, född 17 december 1970 i Rishon LeZion i Israel, är en israelisk filmproducent. Han är bland annat känd för att vara producent på filmerna Brick, The Brothers Bloom, Looper, Star Wars: The Last Jedi, och Knives Out. Alla av dessa fem nämnda filmer är både skrivna och regisserade av Rian Johnson.

## Filmografi (i urval)

### Producent
- 2000 – Dancing at the Blue Iguana
- 2001 – Kill Me Later
- 2005 – Brick
- 2005 – Nomad – The Warrior
- 2005 – Bröllopsnatten
- 2006 – Släkten är bäst
- 2008 – The Brothers Bloom
- 2010 – Bunraku
- 2011 – Seeking Justice
- 2012 – Looper
- 2013 – Don Jon
- 2015 – A Tale of Love and Darkness
- 2015 – Self/less
- 2017 – Star Wars: The Last Jedi
- 2018 – Papillon
- 2019 – Knives Out
- 2022 – Glass Onion: A Knives Out Mystery
- 2025 – Wake Up Dead Man: A Knives Out Mystery

### Exekutiv producent
- 2011 – Cat Run
- 2011 – A Good Old Fashioned Orgy
- 2023 – Fair Play
- 2023 – American Fiction